# Hipólito Yrigoyen (Salta)
Hipólito Yrigoyen es un pueblo del departamento de Orán, en la región del Bermejo, en el norte de la provincia argentina de Salta.
Es una zona dedicada a la agricultura de gran escala, de clima tropical, con grandes ríos. Está dentro del perímetro de la reserva de biosfera de las Yungas.

## Población
Contaba con 8,755 habitantes (Indec, 2001), lo que representa un incremento del 3,3 % frente a los 8,473 habitantes (Indec, 1991) del censo anterior.

## Toponimia
Hipólito Yrigoyen fue dos veces presidente de la Nación Argentina, líder del Partido Radical y avalado por un gran consenso popular. El Gobierno de Salta rinde su homenaje a este presidente fundando un pueblo en El Tabacal, Departamento de Orán, con la sanción de la Ley N.º 746 de 1946.

## Historia
- 29 de junio de 1948, se crea el "Pueblo Hipólito Yrigoyen".
- 3 de septiembre de 1965, con la Ley 4.011, se crea el "Municipio de Hipólito Yrigoyen” en el Departamento de Orán con jurisdicción dentro de los siguientes límites: al norte línea imaginaria que pasa por el límite Isla de Ruiz, al este el río Bermejo, al oeste el río Santa María, al Sur el Río Colorado.
- 13 de abril de 1981, se eleva a 1.ª Categoría a la Municipalidad de Hipólito Yrigoyen.

## Productos agrícolas
El Ingenio y Refinería San Martín del Tabacal, procesó su 1.ª zafra en 1920, y en 1929 surge la posibilidad de una expropiación parcial para crear un pueblo en El Tabacal.
A la par que se consolidaba económicamente el Ingenio y Refinería San Martín del Tabacal (Tabacal Agroindustria), fue construyendo un barrio o villa donde vivían sus técnicos y operarios. Ese barrio llegó a contar con todas las comodidades y servicios - Hospital (1928), Iglesia y el gran Almacén de venta de productos necesarios para un Centro Urbano.

## Recreación

### Camping municipal "La Loma"
Se habilitó el 28 de febrero de 2004, con servicios de estacionamiento, duchas y sanitarios, sanidad, natatorio (del 21 de septiembre de 2006 al 31 de marzo de 2007), parrillas y quinchos, deporte y recreación, confitería, salón y terraza para eventos, escenario y pista bailable, espacio para campamento.

### Clubes
- Club Deportivo Tabacal
- Club Atlético Independiente

## Sismicidad
La sismicidad del área de Salta es frecuente y de intensidad baja, y un silencio sísmico de terremotos medios a graves cada 40 años

## Culto
Parroquias de la Iglesia Católica
| Diócesis  | Nueva Orán                                                            |
| --------- | --------------------------------------------------------------------- |
| Parroquia | Nuestra Señora de la Asunción al Cielo Párroco: Padre Rubén Gutiérrez |

##### Fé evangélica
En los últimos años numerosas iglesias de vertiente protestante se han afincado en la ciudad.